# 9e groupe d'autos-mitrailleuses et autos-canons
Pour les articles homonymes, voir 9e groupe (unité militaire).
Le 9e groupe d'autos-mitrailleuses et autos-canons (ou 9e GAMAC), constitué en octobre 1914, est l'un des 17 groupes d'autos-mitrailleuses et autos-canons, petites unités d'artillerie légère mobile mises à disposition de l'armée française pendant la campagne contre l'Allemagne.

## Création, dénominations et affectations
Les 17e et 18e sections d'autos-canons formant le 9e groupe d'autos-canons de la Marine quittent Vincennes le 7 novembre 1914 pour rejoindre la 1re armée à l'Est. Trois semaines plus tard, celle-ci l'affecte à l'état-major de la 2e division de cavalerie (DC) à Lunéville. Le 9e groupe, versé dans son entier le 16 janvier 1915 au Détachement d'armée des Vosges, voit ses deux sections séparées dès le 26 janvier lorsque la 18e section est mise, en principe provisoirement, à la disposition de la 41e division d'infanterie en cantonnement à Saint-Dié. Cette séparation dure en réalité plus longtemps, la 17e section étant elle-même détachée en mars 1915 au Détachement d'armée de Lorraine à Badonvilliers (Meurthe-et-Moselle). Après de nombreux détachements à diverses divisions et régiments de la 1re armée, les deux sections sont définitivement regroupées à l'état-major de la 2e DC le 12 septembre 1915.
Une fois reconstitué en unité de cavalerie, le 9e groupe d'autos-mitrailleuses et autos-canons (GAMAC) retrouve la 2e DC à laquelle, sauf détachements temporaires, il reste organiquement affecté jusqu'à l'armistice. Cette affectation perdure pendant toute la période qui s'étend de novembre 1918 à novembre 1919 quand le groupe est affecté à la 46e division d'infanterie chargée d'une mission de maintien de l'ordre en Haute-Silésie par le gouvernement français au nom de la Société des Nations. Une fois sa mission terminée la 46e DI est dissoute le 18 juillet 1922. Le 9e groupe, devenu groupe d'autos-mitrailleuses de cavalerie (AMC), rejoint sa garnison à Lunéville.

## Historique des campagnes et batailles

### Campagne contre l'Allemagne
1914
- 9e groupe :

Les 2 sections d’autos-canons de la 1re armée mises à la disposition de la 2e DC le 21 novembre 1914, viennent cantonner à Blainville-sur-l'Eau, près de Lunéville afin de participer au combat de Réchicourt-la-Petite le lendemain. Le combat terminé le groupe regagne Neuves-Maisons. Les 12 et 13 décembre 1914, il est engagé dans des opérations à Flirey qui valent au quartier-maître Bécheny, de la 17e section, de recevoir une citation à l’ordre de la 2e DC. On ignore quand les deux sections se séparent dans le courant de décembre.
1915
- 17e section :

Quelques témoignages et plusieurs photos permettent d'établir un stationnement de la 17e section à Saint-Étienne-lès-Remiremont dès le courant de janvier 1915. Elle est transférée à Badonvilliers le 28 mars, puis dans le courant du printemps à Strueth (Bas-Rhin), à l’est de Belfort. La section alors affectée à la 57e division d'infanterie participe probablement au service des tranchées dans un secteur situé entre Altkirch, Ammerzwiller et Thann. La 17e section quitte la 57e DI le 12 septembre.
- 18e section :

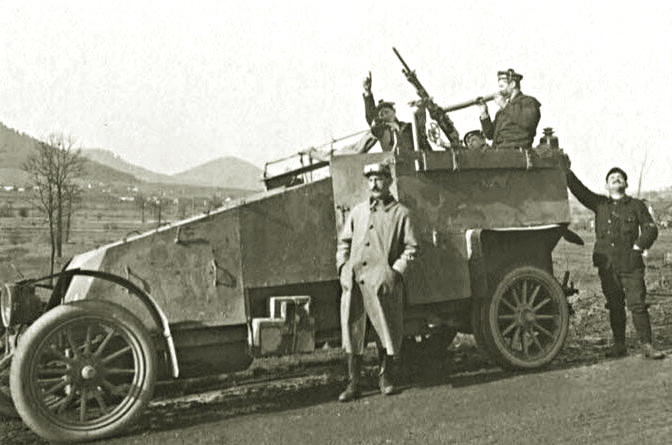
AM du 9e groupe en position de DCA près de Saint-Dié.

En janvier, sous le commandement de l'EV de Gailhard-Bancel, la 18e section est établie au QG de la 41e division d'infanterie à Saint-Dié. Elle participe, peut-être occasionnellement, à la Défense contre les aéronefs (DCA). En février une succession de tempêtes de neige dans la région interdit toute activité. Il est ensuite possible que la 18e section d'AC soit affectée continument à la 41e DI jusqu'au 4 juillet, lorsqu'elle est affectée à la 82e brigade d'infanterie, sans que l'on sache pour quel emploi.
- Les deux sections sont réunies dans le 9e groupe d'autos-canons le 13 septembre 1915

Après avoir rejoint la 2e DC à Vézelise, le groupe repart vers l'Alsace où il participe au service de tranchées à compter du 15 octobre dans le secteur de Burnhaupt-le-Bas et Balschwiller, jusqu'à la fin de l'année.
1916
Ce service se poursuit pendant les quatre premiers mois de 1916. Le groupe gagne Boulogne-Billancourt pour être dissous comme groupe de Marine le 15 mai. Il repart le 8 juin vers les Vosges pour reprendre un service de tranchées en alternance avec le 3e GAMAC. Désormais les deux groupes opèrent ensemble et assurent les mêmes services. D'un premier stationnement au sud d'Amiens en septembre, la 2e DC engage quelques éléments dans le secteur de Lihons (Somme), puis fait mouvement vers Clermont-sur-Oise pour une période de repos.
- Une section assure un service de tranchées à Le Quesnel dans la deuxième quinzaine de novembre.
- Les 14 et 15 décembre 1916, une section est chargée d’une mission temporaire à Verdun sous les ordres du maréchal-des-logis Delmontel pour flanquer l’attaque de l’infanterie des 126e et 38e divisions d'infanterie à Bras-sur-Meuse et Vacherauville.

1917
- En janvier, deux sections du 9e groupe alternent un service de tranchées avec deux sections du 3e GAMAC dans le secteur de Venizel (Aisne). De février à fin avril, le 9e groupe reste inoccupé dans divers cantonnements dans l'Oise, puis au camp de Mailly, à Épernay et à Fère-Champenoise.
- De mai à mi-décembre 1917, il assure un service de tranchées à l'Est de Reims, puis gagne Provins pour une période de repos.

1918
- Les 3e et le 9e GAMAC restent au repos à Provins en janvier et février, puis passent les trois premières semaines de mars au château de Saran à Chouilly près d’Épernay avec les 4e, 6e, 8e, et 15e groupes.
- Du  26 au 30 mars, le 9e groupe participe à la défense de l'axe Roye-Montdidier. Il enchaîne avec la 3e Bataille des Flandres durant la deuxième quinzaine d'avril, au début de laquelle il vient en appui du 18e bataillon du Middlesex à Méteren (Nord)[3].

Le 9e GAMAC à Meteren aux côtés des fantassins anglais (16 avril 1918)
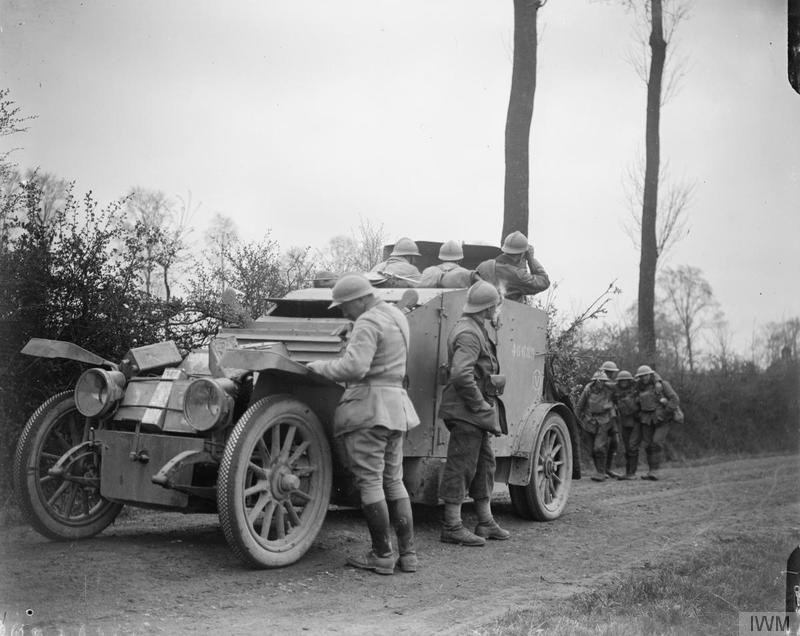
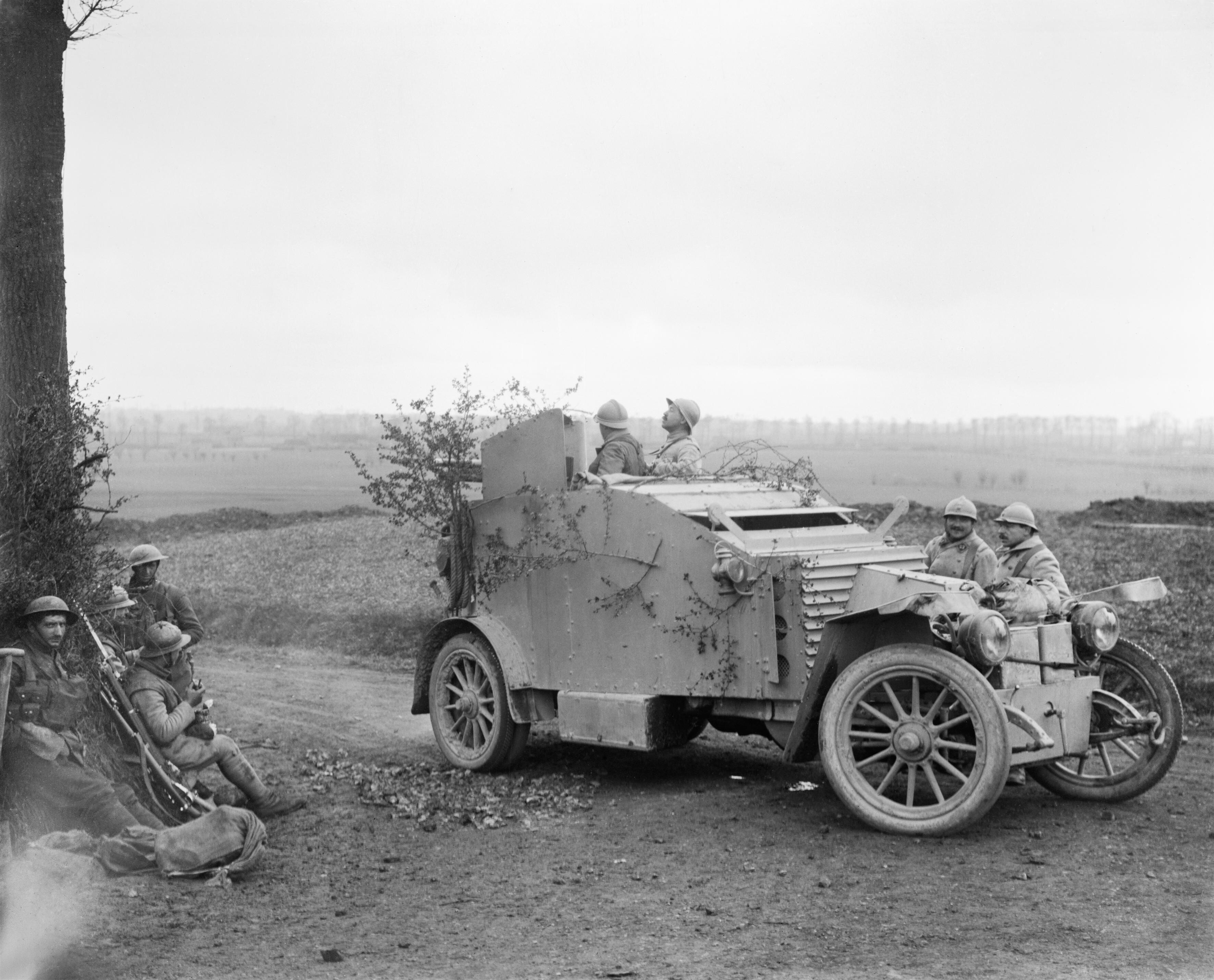
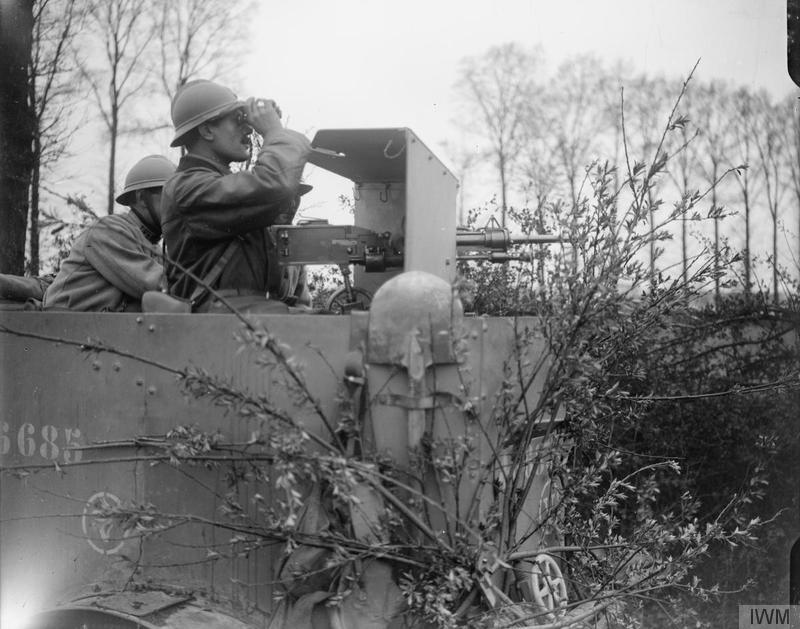
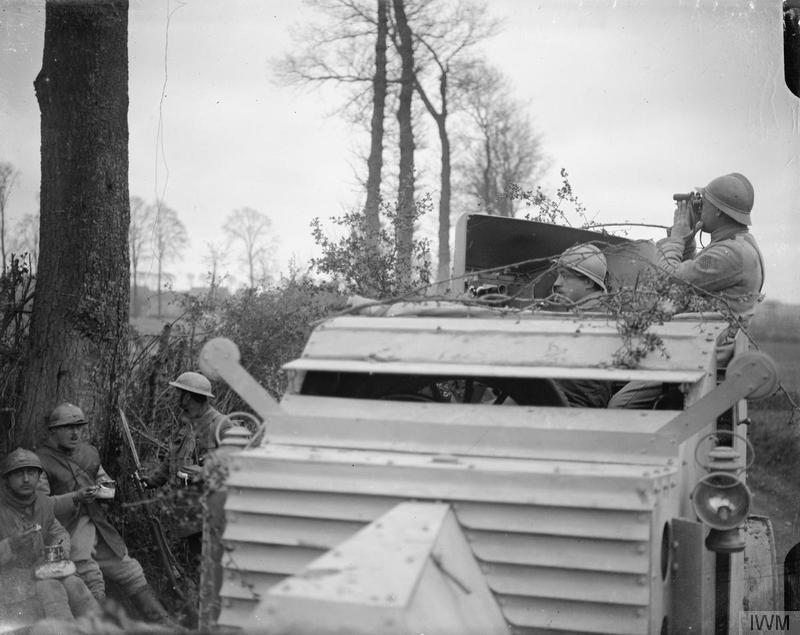

Rentré rapidement en France il intervient du 31 mai au 6 juin dans la Bataille de l'Ourcq, une action défensive au sud de Soissons du 17 au 20 juillet, puis la Bataille de Montdidier à la mi-août, suivie d'un fort engagement à Roiglise le 28 de ce mois. Il bénéficie ensuite de trois semaines de repos près de Beauvais.
- À partir du 29 septembre 1918, le 2e corps de cavalerie et tous ses GAMAC (3e, 4e, 6e, 8e, 9e, 10e, 15e et 17e GAMAC) gagnent Roeselare (Roulers) pour être engagés dans la Bataille de la Lys et de l'Escaut jusqu'à l'armistice.

### Après l'armistice en France
1918
Deuxième quinzaine de novembre, le 9e groupe stationne en Belgique à (Wanegem), puis rentre en France par étapes pour gagner la région de Troyes (Granges-sur-Aube, Ramerupt, Chavanges) où il stationne jusqu'à la fin de l'année.
1919
- Après avoir passé le mois de janvier à Saint-Dizier pour une remise en état des véhicules, le groupe prend ses quartiers à Strasbourg à la caserne Mannteufel qu'il quitte le 20 mai pour l'Allemagne. Il passe le mois de juin à Engers au nord-ouest de Coblence avec les forces d'occupation américaines.
- Rapatrié à Lunéville en juillet il y reste en garnison jusqu'à la fin de l'année 1919.

## En mission en Haute-Silésie
La France, chargée en 1919 par la Société des Nations d'assurer conjointement avec la Grande-Bretagne la sécurité des opérations du plébiscite d'auto-détermination des habitants de Haute-Silésie, prévu pour mars 1921, envoie dans cette région germano-polonaise sa 46e division d'infanterie renforcée de plusieurs unités spéciales dont des escadrons de chars et le 9e groupe d'autos-mitrailleuses de cavalerie. À ce dernier sont ajoutées deux autres unités d'autos-mitrailleuses spécialement constituées pour la circonstance. L'une est, explicitement, dénommée « groupe d’autos-mitrailleuses de Haute-Silésie », l'autre « 9e groupe ter ». Les travaux menés sur les interventions des unités d'automitrailleuses en Haute-Silésie peinent à distinguer lesquelles des sections de ces groupes interviennent dans chacune des très nombreuses opérations où elles sont engagées,,. Souvent désignées par le nom de leur chef, ces sections changent fréquemment d'affectation et opèrent des mouvements erratiques au gré des soulèvements et des manifestations populaires, spontanées ou planifiées par des organisations terroristes des deux bords. Quelques évènements ponctuent la mission 
- 9 février 1920 : une semaine après leur arrivée toutes les troupes combattantes de la garnison de Gleiwitz [aujourd’hui Gliwice], y compris les trois sections du 9e groupe d'ACM, prennent part à une revue passée par le général Gratier, commandant supérieur des forces alliées de Haute-Silésie. Cette cérémonie est suivie, en mars et en avril, de plusieurs prises d'armes et défilés dans les principales villes de la province afin de matérialiser la présence de la force de maintien de l'ordre.
- Les opérations de vote se déroulent sans incident le 20 mars 1921. Le calme relatif qui s'ensuit est fortement perturbé par des incursions de bandes polonaises début mai. Les sections d'autos-mitrailleuses doivent se rendre à Malapane Ozimek, une autre à Ratibor, la troisième à Oppeln pour contrer ces incursions. En juin, les mêmes unités doivent cette fois arrêter les troupes allemandes qui viennent de franchir l'Oder.
- Le 4 juillet 1921, un officier supérieur français est assassiné à Beuthen (aujourd’hui Bytom). Une auto-mitrailleuse quitte Gleiwitz en urgence pour contribuer à contenir les manifestations d'hostilités envers les troupes franco-britanniques. Son intervention a failli tourner au drame :

« Le mardi 5 juillet, une auto-mitrailleuse française, patrouillant dans les rues rencontra un rassemblement. Ordre fut donné à la foule de se disperser, mais cette injonction ne fut sans doute pas comprise, car personne ne bougea. La mitrailleuse fut alors dirigée sur le groupe. Beaucoup de personnes furent blessées[...] Le colonel Goodwin (commandant anglais de la place) déclara au général Hennickem que la patrouille faite par l'auto-mitrailleuse française était contraire à ses ordres. Lorsque le général Hennickem visita la ville, le 6 juillet, il trouva de nouveau des soldats français faisant encore des patrouilles dans les rues. Comme celles-ci risquaient de provoquer de nouveaux incidents, il donna l'ordre de les faire cesser immédiatement. »

- Le 31 janvier 1922 l’état de siège est proclamé à Gleiwitz devant les multiples exactions de toute nature, incluant des agressions de soldats italiens contre des Français, les découvertes de nombreuses caches d’armes, des attaques contre les militaires alliés. Le 10 février, le 9e groupe est à Oppeln, le groupe provisoire d’AMC à Gleiwitz. Le premier semestre 1922 est ponctué d'interventions sur le terrain pour tenter de contenir les troubles consécutifs à l'application des dispositions du plébiscite. Les troupes alliées, conformément à leur mandat, quittent la Haute-Silésie dans les premiers jours de juillet 1922. Le 9e groupe gagne Lunéville.

## Commandants du9egroupe
- Période Marine[9].
  - Lieutenant de vaisseau Paul Renault (fin octobre 1914 - 4 juin 1916). Il commande également la 17e section.
  - La 18e section, pendant la période où elle opère indépendamment du groupe, est commandée par l'enseigne de vaisseau de 1re classe Henri de Gailhard-Bancel. Celui-ci prend, par intérim, le commandement du 10e groupe le 9 mars 1916.
- Période Cavalerie[10]
  - Capitaine Guy de Miribel (26 mai 1916 - 31 mai 1919).
  - Capitaine Pierre Miron de l'Espinay (14 juin 1919 - 7 juillet 1922).
  - Capitaine René Duvot (10 juillet 1922 - après octobre 1922).

## Pertes du groupe
Les travaux sur le  9e groupe ne mentionnent pas un état précis des pertes, blessés, morts après blessures ou maladies, tués, d'octobre 1914 au 11 novembre 1918. Ils ne permettent de dresser que la liste ci-dessous. Ces hommes ne sont certainement pas les seules victimes des opérations de cette unité, tant au cours de la campagne contre l’Allemagne que pendant sa mission en Haute-Silésie en 1920-1922, d'autant qu'elle cumule un nombre élevé d'« engagements AMAC », toujours risqués.
| Grade              | Nom                 | Date de blessure/décès/disparition               | Circonstance                 |
| ------------------ | ------------------- | ------------------------------------------------ | ---------------------------- |
| Lieutenant         | Pierre Guignard     | Mort des suites des blessures le 17 octobre 1917 | Tranchées                    |
| Soldat pointeur    | Non identifié       | Blessé le 30 mars 1918                           | Engagement AMAC              |
| Maréchal-des-Logis | Georges d'Hostingue | Tué le 2 juin 1918                               | Engagement AMAC              |
| Lieutenant         | Alexandre Georget   | Blessé le 30 mars 1918, le 4 juin 1918           | Engagement AMAC              |
| Deux soldats       | Non identifiés      | Blessés le 4 juin 1918                           | Engagement AMAC              |
| Sous-lieutenant    | Maurice Chevillon   | Mort des suites des ses blessures le 7 juin 1918 | Engagement AMAC              |
| Lieutenant         | Robert d'Hauteville | Blessé le 14 juin 1920                           | Accident en service commandé |

On qualifie d'« engagements AMAC » des actions brèves (de quelques heures à 3 jours) et violentes qui exploitent toutes les qualités de ce type d'unité : mobilité, puissance de feu, audace et compétence des hommes.

## Distinctions et décorations
Le 9e Groupe mixte d’autos-mitrailleuses et d’autos-canons reçoit deux citations à l’ordre de l’armée et une à l'ordre de la division :
- Citation à l'ordre de la 3e armée du 3 avril 1918 :

« Le 9e groupe d'autos - mitrailleuses (sous les ordres du capitaine de Miribel) : Mis à la disposition du général commandant une D. I., a fait preuve au cours de plusieurs combats d'une habileté manœuvrière, d'un allant et d'un esprit de sacrifice qui ont forcé l'admiration de tous. Au moment d'une poussée allemande, a protégé le repli de l'infanterie, restant en batterie jusqu'à la dernière extrémité, luttant même à la grenade et infligeant à l'ennemi des pertes sévères. A ramené dans nos lignes son matériel au complet. »

- Citation à l'ordre de la 3e armée du 8 mai 1918 :

« Le 9e groupe d'autos-canons et d'autos-mitrailleuses : Devant R., est constamment resté en avant des lignes, au contact immédiat de l'ennemi qu'il a arrêté et maintenu magnifiquement sous son feu, lui causant des pertes sérieuses, malgré un bombardement constant sous lequel il a très adroitement manœuvré. »

- Citation à l'ordre de la 2e division de cavalerie

« Le 9e groupe d'A. C. A. M. après deux jours de combat défensif incessant, a été chargé, le 2 juin 1918, d'appuyer une attaque menée par des cavaliers à pied sur Montémafroy et Dammard. S'est acquitté brillamment de sa tâche, facilitant la progression et détruisant des nids de mitrailleuses, conservant le terrain conquis, et forçant à se replier en désordre des contre-attaques ennemies déclenchées sur le flanc est de la troupe d'attaque. A eu deux officiers grièvement blessés au cours de ce combat. »

La fourragère aux couleurs de la Croix de Guerre, attribuée sur les deux citations à l'ordre de l'armée est épinglée à l'étendard du groupe le 23 juillet 1918 par le général Lasson, commandant la 2e division de cavalerie.

## Personnalités ayant servi au sein du groupe
- Jean d'Herbemont (1893-après 1939), brigadier, fils du comte d'Herbemont, allié à plusieurs familles aristocratiques.
- Paul Marie Albert de Landes de Saint-Palais d’Aussac (1896-1984), sous-lieutenant, membre d'une famille de la noblesse française dont Maurice de Saint-Palais, évêque catholique du diocèse de Vincennes (USA).
- Jean Marie Armand Gilles de Maillé de la Tour Landry (1893-1972)), saint-cyrien, lieutenant, membre d'une famille de la noblesse française .
- Charles Marie Guy de Miribel (1885-1981), saint-cyrien, capitaine, fils du général Joseph de Miribel, chef d'état-major des armées à trois reprises, membre d'une famille de la noblesse française, éditeur des Mémoires du maréchal de Mac-Mahon, duc de Magenta, son grand-père, père d'Élisabeth de Miribel, écrivaine, diplomate, proche collaboratrice du général de Gaulle à Londres en 1940-41.
- François Gonzalve Hippolyte Pierre Miron de l’Espinay de Pontleroy (1882-1961), capitaine, membre d'une famille subsistante de la noblesse française.

## Matériels
- Lors de sa constitution

En tant que groupe d'autos-canons de la Marine, le 9e groupe est équipé de six autos-canons sommairement blindés, construits sur un châssis Peugeot torpédo type 146, de 1913, muni de son moteur 18 HP et de quatre autos-mitrailleuses Renault ED, type 1914, dotées d'une faible protection blindée, munies du même moteur.
- Dotation en blindés modèles 1915

Le 9e groupe reçoit les nouveaux modèles d'autos-canons à l'épreuve de la balle perforante allemande (dite balle S) en février 1915. Les autos-mitrailleuses blindées modèle 1915 sont livrées début mai 1915. Le groupe ne reçoit les voitures dotées du système Raulet-Dombret d'inversion de marche (conduite en marche arrière par un volant à l'arrière du véhicule) que le 13 décembre 1917, après de nombreuses réclamations de son commandant.
- Dotation en autos-mitrailleuse-canon White TBC

On ignore si, et quand, le 9e GAMAC aurait, ou a, reçu les autos-mitrailleuses White TBC.
- Autres véhicules

Initialement doté de deux camions de ravitaillement Peugeot, le groupe les voit complétés par deux camions supplémentaires en janvier 1916. Il dispose de trois voitures de liaison Clément-Bayard dès 1915. Face à leur usure prématurée le commandant du groupe demande leur remplacement en juillet 1916.